# Bobovišća na Moru
Bobovišća na Moru su primorsko naselje u Hrvatskoj u sastavu općine Milne na otoku Braču, u Splitsko-dalmatinskoj županiji.   

## Zemljopis
Naselje se nalazi u dubokoj uvali po sredini zapadnog kraja otoka Brača. Uvala se pri dnu račva na luku Bobovišća, u kojoj se nalazi mjesto Bobovišća na Moru i Vičju luku. Zaljev se u oba kraka nastavlja dubokim klancima.
Najbliža naselja su Bobovišća (oko 500 m jugoistočno, na kraju klanca) i Ložišća (1 km istočno), te Milna (2.5 km južno) i Sutivan (4 km sjeverno).

## Stanovništvo
| broj stanovnika | 424   | 1561  | 498   | 617   | 625   | 433   |       | 244   | 166   | 137   | 102   | 75    | 52    | 62    | 71    | 65    | 49    |
|                 | 1857. | 1869. | 1880. | 1890. | 1900. | 1910. | 1921. | 1931. | 1948. | 1953. | 1961. | 1971. | 1981. | 1991. | 2001. | 2011. | 2021. |

## Spomenici i znamenitosti
- Vičja luka, jedno od najvažnijih lokaliteta s nalazima ilirsko-grčke civilizacije u Hrvatskoj uopće
- Kaštel Gligo, utvrđeni stambeni kompleks iz 17. stoljeća
- Kuća Nazor, kuća iz 1817.
- Kuća Vladimira Nazora i sklop kuća oko nje, kuća pjesnika Vladimira Nazora

### Galerija slika
- Vičja luka
- Kaštel Gligo
- Kuća Nazor
- Kuća Vladimira Nazora i sklop kuća oko nje

## Vanjske poveznice
|  | Zajednički poslužitelj ima još gradiva o temi Bobovišća na Moru |